# Národní park Semenic-Cheile Carașului
Národní park Semenic-Cheile Carașului (rumunsky  Parcului Național Semenic - Cheile Carașului) je národní park v Rumunsku, který byl vyhlášen v roce 2000. Park s rozlohou 362 km2 je situován v centru Banátu. Účelem ochrany jsou unikátní krajinné celky hydrologického, geologického a speleologického významu. Nalézá se zde množství kaňonů, soutěsek, jeskyní, propastí, pastvin či horských hřebenů na kterých se nalézá množství živočichů a rostlin, z nichž některé jsou endemické.

## Poloha
Národní park leží na jihozápadě Rumunska v župě Karaš-Severin mezi pohořími Aninej a Semenic které jsou součástí Banátského pohoří. Na jihozápadě na něj pak navazuje národní park Cheile Nerei-Beușnița.

## Popis
Mezi turisticky nejatraktivnější části parku patří jeskyně Comarnic, kterou je možno po domluvě navštívit. Přes samotný park vede několik turistických tras ze kterých lze vybírat dle obtížnosti a zájmu.
Park zahrnuje následující přísně chráněné rezervace:
- Peștera Răsuflătoarei (1,1 ha) – jeskyně Răsuflătoarei
- Izvoarele Nerei (5012,32 ha) – prameny řeky Nery
- Cheile Carașului (246,74 + 282,29 ha) – soutěsky řeky Caraș

Dále jsou zvlášť chráněné následující krajinné oblasti:
- Cheile Carașului (2988,67 ha) – kaňony řeky Caraș
- Cheile Gârlistei (582,18 ha) – soutěsky Gârlistei
- Izvoarele Carasului (1384,06 ha) – prameny řeky Caraș
- Buhui (217,64 ha) – řeka Buhui
- Turbãrii (283,82 ha)
- Pestera Comarnic (26,9 ha) – jeskyně Comarnic
- Pestera Popovaț (4,5 ha) – jeskyně
- Peștera Exploratorii '85 (15 ha) – jeskyně

## Galerie

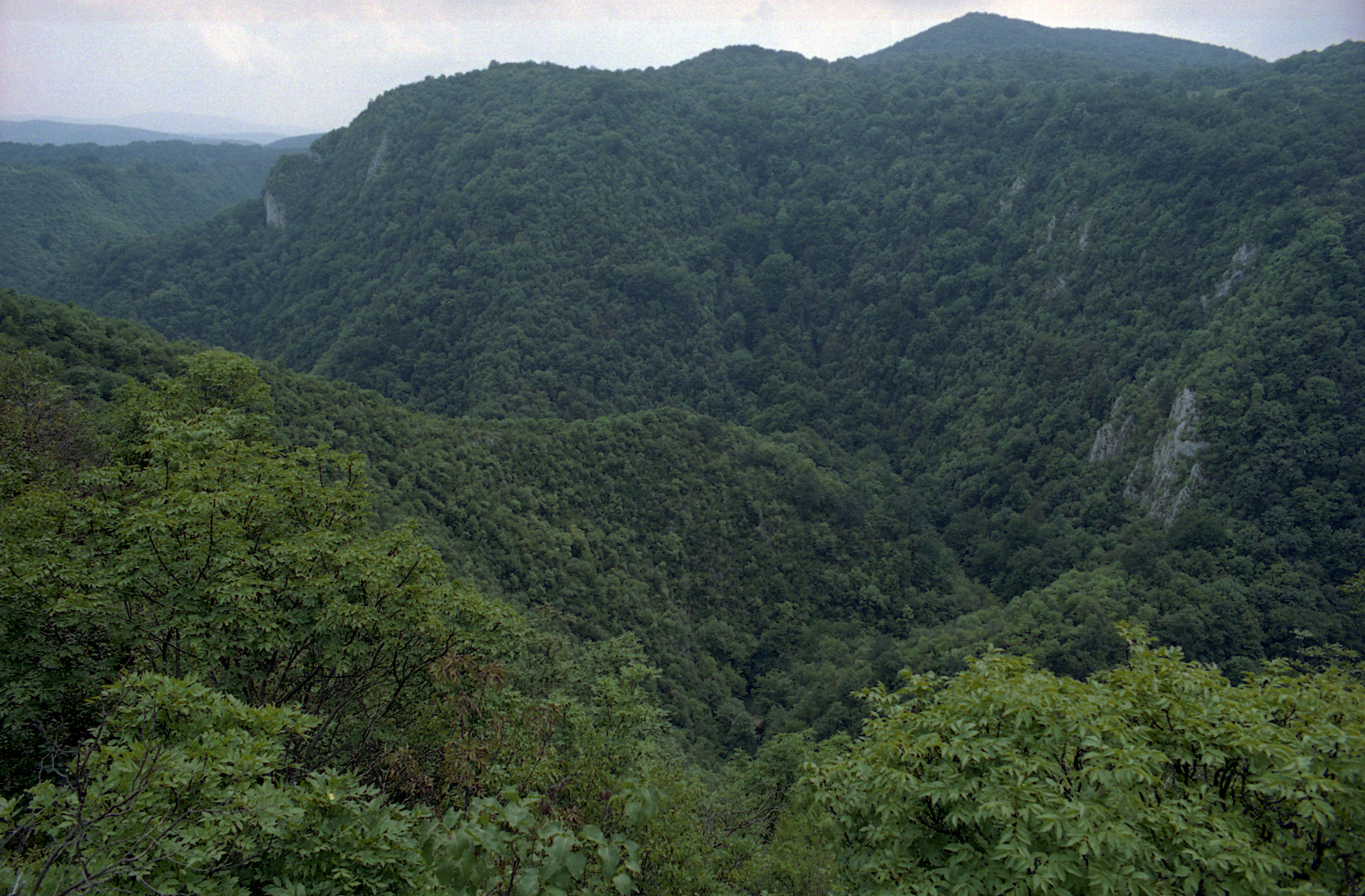
Údolí řeky Caraș v Aninejském pohoří
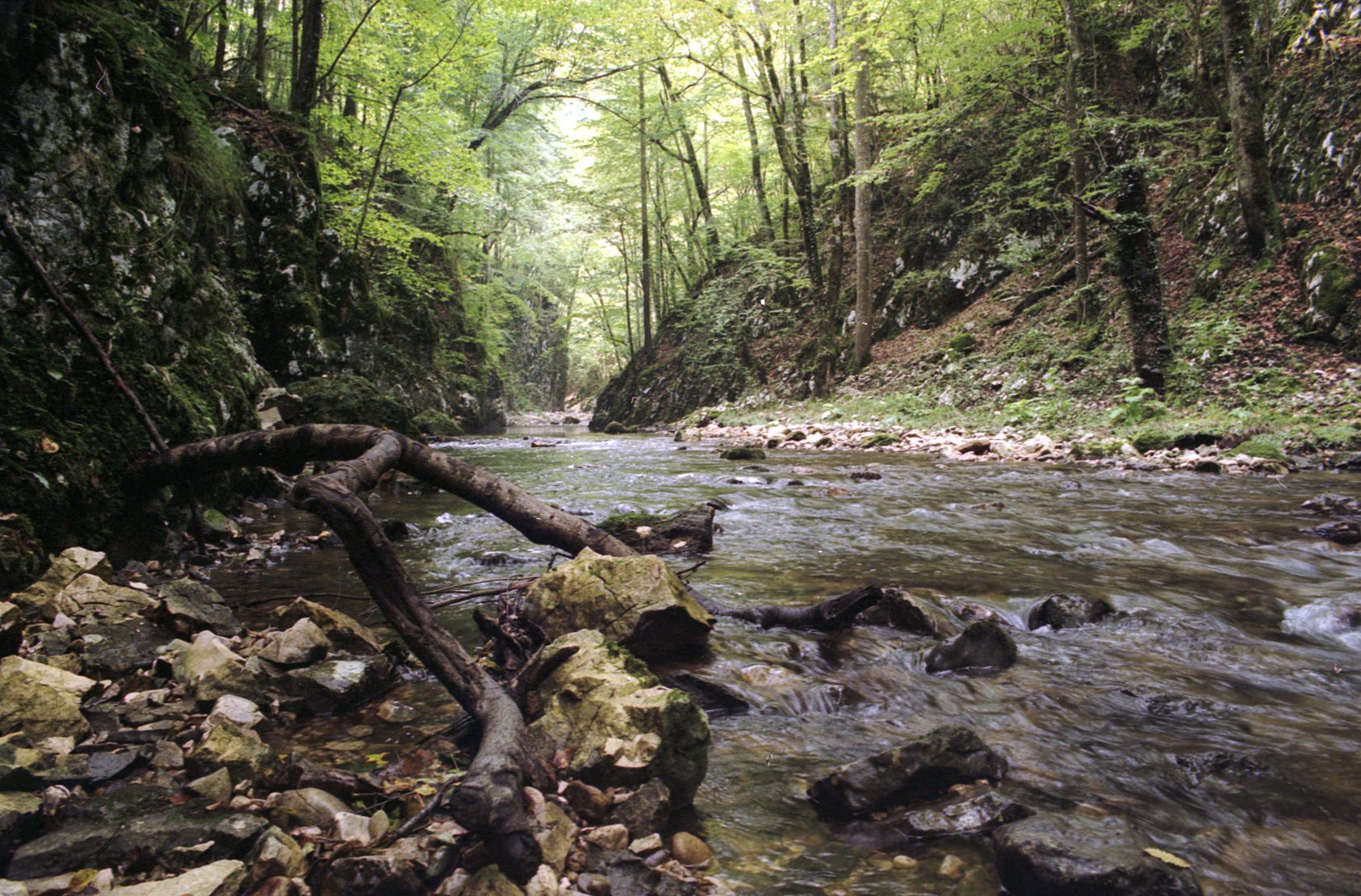
řeka Caraș
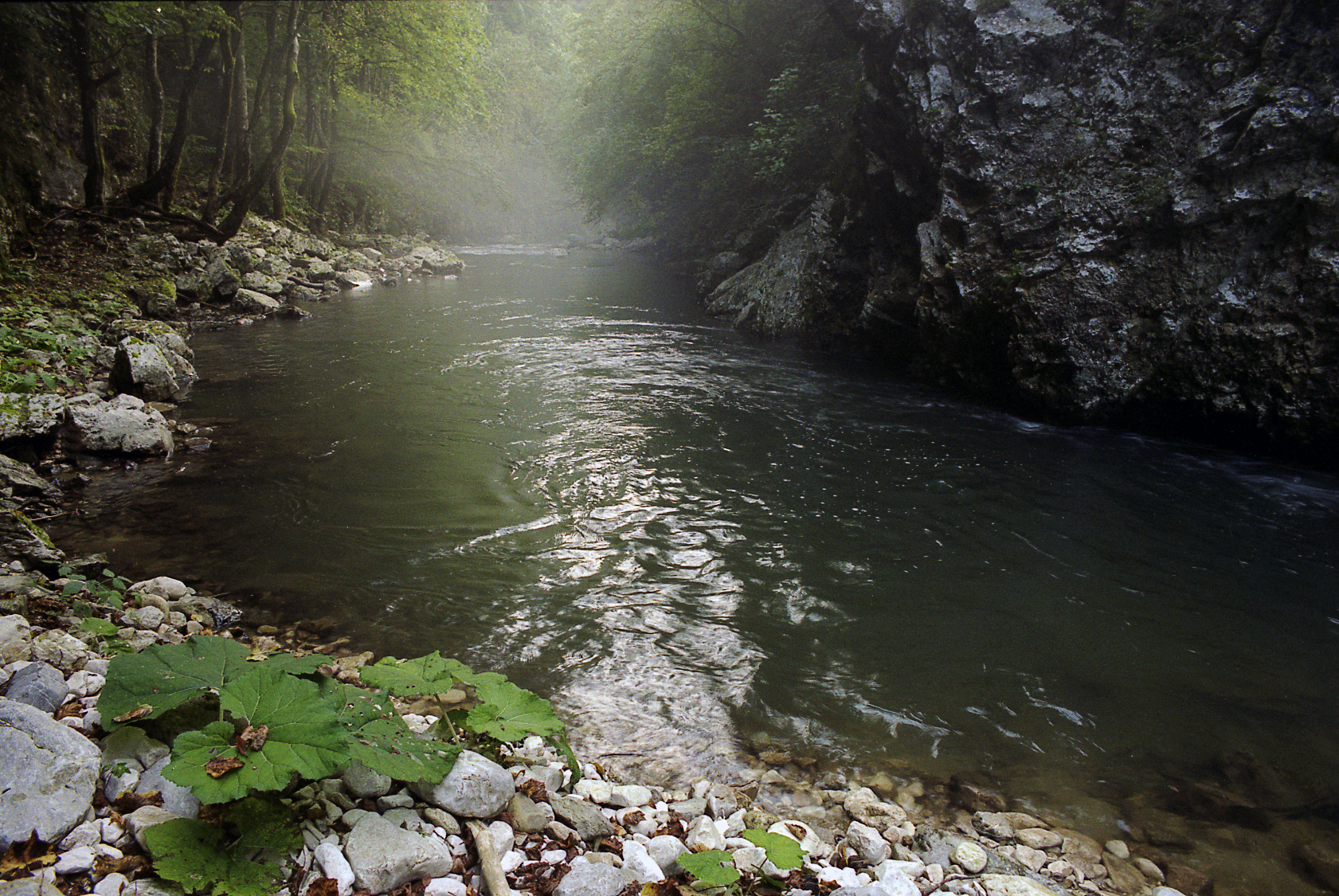
řeka Caraș